# Carl Martin Norman-Hansen
Carl Martin Norman-Hansen, född 7 januari 1867, död 26 april 1947, var en dansk författare och läkare.
Norman-Hansen blev särskilt känd för sin fint berättade roman De glade Smils Boplads (1909), som hade sitt motiv hämtat från Grönland, och flera operatexter, av vilka den även till Grönland förlagda Kaddara (1921) med musik av Hakon Børresen hade stor framgång.